# Neil Davis
Neil Brian Davis (Hobart, 14 febbraio 1934 – Bangkok, 9 settembre 1985) è stato un fotoreporter australiano.

## I primi anni
Davis nasce nelle campagne della Tasmania nel 1934. Abbandona gli studi all'età di 14 anni per lavorare nella "Tasmanian Governemnt Film Unit". Nel 1961 entra a far parte dell'Australian Broadcasting Corporation come cameraman cinematografico. Nel dicembre del 1963 diventa corrispondente e cameraman per il sud est asiatico per la Visnews. Il suo quartier generale è a Singapore.

## Corrispondente di guerra
All'inizio del 1964 Davis è in Borneo per documentare il conflitto tra Indonesia e Malesia. Subito dopo fa il suo primo viaggio in Vietnam e Laos. Realizza reportage da tutta l'Asia, ma viene ricordato soprattutto per il suo lavoro in Indocina.
Durante la guerra in Vietnam realizza numerose foto di combattimenti, guadagnandosi la fama di fotografo abile e fortunato. Nello svolgimento del suo lavoro ha sempre cercato di mantenere il massimo livello di neutralità, cosa che lo ha portato, in un'occasione, a passare dal lato dei Viet Cong. La sua principale preoccupazione è sempre stata quella di mostrare le conseguenze della guerra sugli individui. Questo gli fa guadagnare le ire dell'esercito degli Stati Uniti, ma non impedisce che i media americani continuino a distribuire il suo materiale.
Nel settembre 1968 Visnews invia Davis a Londra, ma alla prima occasione torna in Vietnam.
Durante l'Offensiva del Têt, agli inizi del 1968, Davis filma le operazioni tra Saigon e Huế. È in quell'occasione che incontra il generale Nguyen Ngoc Loan, riguardo al cui incontro ricorda che: "alzando il braccio a cui aveva legata una pistola mitragliatrice, me la puntò contro e disse "un giorno ti ucciderò"". Il reporter disse che la cosa non lo turbò, poiché sapeva non essere vera.
Tra il 1970 e il 1975 spende la maggior parte del suo tempo dedicandosi alla guerra in Cambogia, e si trasferisce a Phnom Penh nel 1971. Viene gravemente ferito in diverse occasioni, in una delle quali rischia l'amputazione di una gamba, ma è sempre in grado di riprendersi velocemente e di rimettersi al lavoro. Nel giugno del 1973 abbandona Visnews e diventa freelancer. Nell'aprile del 1975 abbandona Phnom Penh con l'American helicopter evacuation. Si sposta allora in Vietnam per filmare le ultime fasi della guerra. Il 30 aprile filma le truppe vietnamite che entrano nel palazzo presidenziale di Saigon. In particolare è suo il filmato, diventato simbolo della sconfitta Americana contro il comunismo vietnamita, che riprende il carrarmato T-54 numero 834 sfondare le porte dell'edificio.
Dopo il Vietnam, il suo campo base diventa Bangkok, ma realizza dei reportages anche da Angola, Sudan, Uganda e Beirut.
Il 29 gennaio 1977 si sposa con Chou Ping, ma la coppia si separa nel 1980. Negli anni successivi trascorre un breve periodo in Siria, dove viene accusato di essere una spia per conto di Israele.

## La morte
Dopo numerosi incarichi in prima linea, Davis viene ucciso a Bangkok il 9 settembre 1985, durante le riprese di un tentato di colpo di stato. Davis, con l'aiuto del suo tecnico del suono Bill Latch, posiziona la telecamera verso un carrarmato che protegge una torre radio e si prepara a registrare il rapporto. Senza preavviso il carrarmato apre il fuoco contro di loro. Secondo alcune ipotesi, il pilota del carro avrebbe scambiato la telecamera per un dispositivo di puntamento. I due vengono uccisi dallo scoppio di una granata. La telecamera, caduta a terra, continua a filmare. Le ultime immagini mostrano Latch che striscia al suolo nel tentativo di portarsi in un luogo protetto.
Latch sapeva che lavorare con Davis rappresentava una pericolosa imprudenza. Di fatto Neil Davis aveva sempre scelto di lavorare da solo, per non far ricadere su altri i rischi conseguenti alle sue decisioni, ed ha sempre curato personalmente e con estrema scrupolosità la propria attrezzatura. Solo negli ultimi anni si era avvalso dell'aiuto di un tecnico del suono per il trasporto della valigia con la batteria della telecamera, pesante nove chilogrammi.
Secondo Tiziano Terzani Davis, una volta colpito, avrebbe azionato lo scatto continuo della sua macchina fotografica e l'avrebbe lanciata in avanti, con l'obiettivo rivolto verso se stesso, per riprendere la propria morte

## Riconoscimenti
Nel 1986, successivamente alla sua morte, è stato inserito nel 'TV Week Logie Awards' Hall of Fame'.
Il suo lavoro compare nel documentario di David Bradbury Frontline. La biografia di Tim Bowden, One Hour Crowded, prende il nome dalla frase che Davis scriveva sulla copertina di tutti i suoi diari.